# Siemens-Halske Sh 11
Il Siemens-Halske Sh 11 fu un motore radiale aeronautico a 7 cilindri raffreddato ad aria prodotto dall'azienda tedesca Siemens-Schuckertwerke negli anni venti. Come gli altri motori della gamma l'azienda, che era controllata dalla Siemens-Halske AG, utilizzava il marchio dell'azienda madre. Nella sua prima versione del 1925, veniva accreditato di 100 CV (74 kW).

## Velivoli utilizzatori
Germania
- Albatros L 68
- Focke-Wulf A 16c
- Messerschmitt M-21
- Udet U 12